# Craig Steadman
Craig Steadman (ur. 7 lipca 1982 w Farnworth) – angielski snookerzysta o statusie profesjonalnym.

## Kariera
Craig Steadman wywalczył udział w ćwierćfinale IBSF World Championships w 2006 roku, które odbywały się w Ammanie (Jordania). Tam został pokonany wynikiem 3-6 przez reprezentanta Indii – Manan'a Chandre.
Wywalczył też udział w finale European Snooker Championships w 2008 roku. Z tego spotkania zwycięsko wyszedł Anglik – David Grace, pokonując Steadmana 7-6.
Po raz pierwszy w Main Tourze wystąpił w sezonie 2009/2010. Do Main Touru wszedł dzięki zajęciu miejsca w pierwszej 8. rankingu PIOS w sezonie 2008/2009.
23 maja 2009 roku, z drużyną Manchester wygrał English Team Championship.

### Sezon 2009/2010
W tym sezonie Craig Steadman brał udział w kwalifikacjach do wszystkich turniejów rankingowych.
W kwalifikacjach do Shanghai Masters w 1. rundzie pokonał Chińczyka Zhanga Anda 5-2, a przegrał w 2. rundzie z Robertem Milkinsem 1-5. Kwalifikacje do Grand Prix zakończył w 1. rundzie pokonany przez Szkota Marka Boyle'a 4-5.
Najlepszy dotychczas występ tego zawodnika to kwalifikacje do UK Championship, w których doszedł do ostatniej, 4. rundy. Zwyciężył kolejno z Andrew Normanem 9-5, Barrym Pinchesem 9-7, Marcusem Campbellem 9-8. W 4. rundzie przegrał ze Szkotem Graeme'em Dottem 5-9.
Kwalifikacje do pozostałych czterech turniejów rankingowych Steadman zakończył już w 1. rundzie. Przegrał z Simonem Bedfordem 1-4 (kwalifikacje do Masters), Zhangiem Anda 2-5 (kwalifikacje do Welsh Open), Samem Bairdem 3-5 (kwalifikacje do China Open), i ponownie z Zhangiem Andą 4-10 (kwalifikacje do mistrzostw świata).

## Statystyka zwycięstw

### Nierankingowe – drużynowe
- English Team Championship 2009